# شركة تنمية السياحة الباكستانية

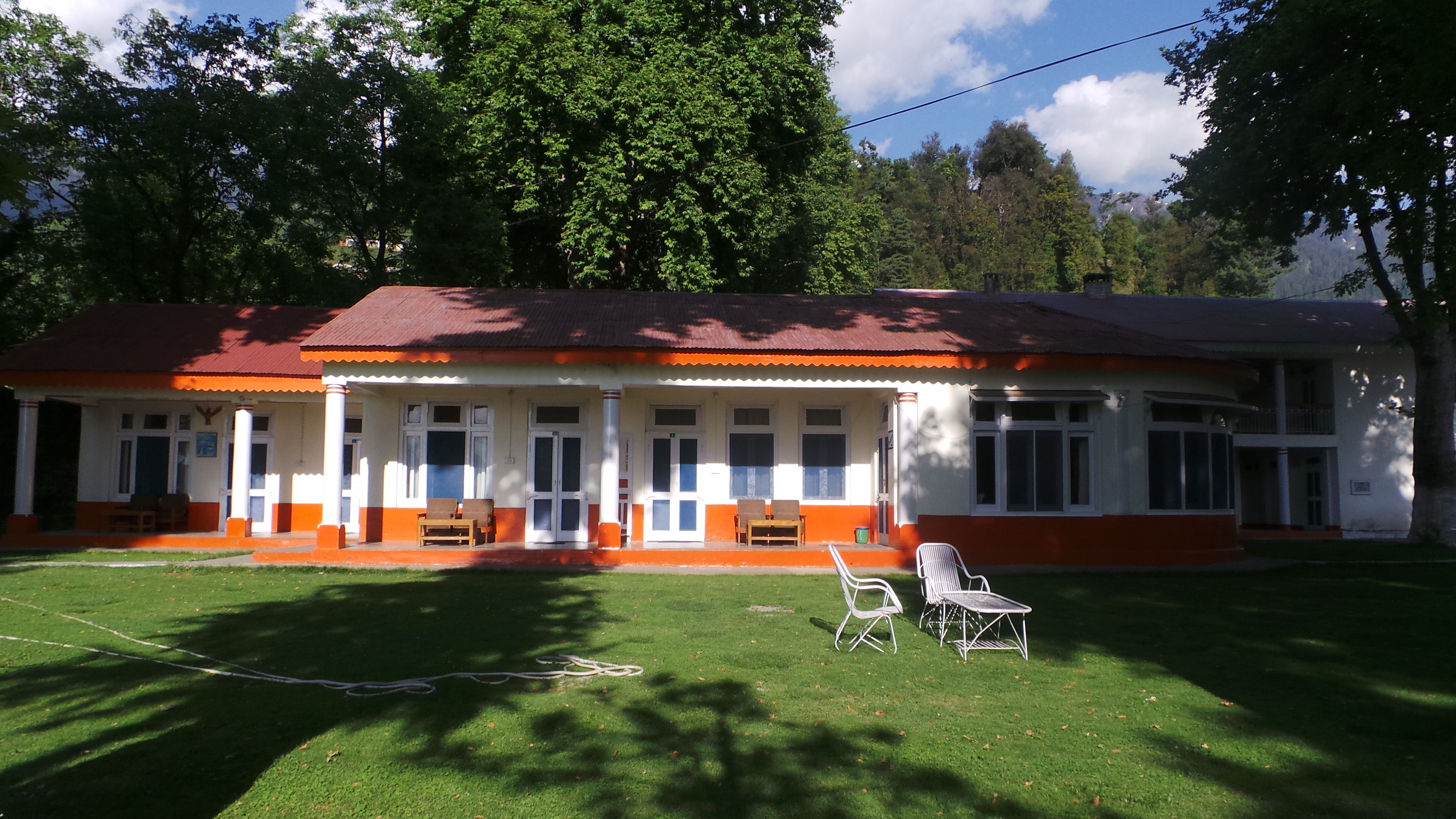
مقر الشركة في مياندام، وادي سوات

شركة تنمية السياحة الباكستانية ( PTDC ) ; (بالأردية: ادارہ برائے فروغِ سیاحت پاکستان) هي منظمة تابعة لحكومة باكستان . تخضع الشركة لمجلس الإدارة وتوفر وسائل النقل إلى مناطق مختلفة وتمتلك وتدير العديد من الموتيلات في جميع أنحاء البلاد. تم تأسيسها في 30 مارس 1970. 

## ملكيات الشركة

### الفنادق
- فندق فلاشمان

### الموتيلات
تدير الشركة موتيلات في عدد من المواقع في جميع أنحاء البلاد لتوفير أماكن إقامة عالية الجودة ومنخفضة التكلفة للزوار. وتقع هذه الموتيلات في المواقع التالية:
1. أستاك
2. خالتي (غيزر)
3. أيوبيا ، إسلام آباد
4. بوني
5. بشام
6. شيترال
7. كريم آباد ، هونزا
8. خوزدار ، بلوشستان
9. مياندام, سوات
10. سعيدو شريف ، سوات
11. باناكوت
12. ساتبارا
13. سوست ، هونزا
14. تورخام بالقرب من بيشاور
15. واجا, بالقرب من لاهور [2]
16. زيارات ، كويتا
17. ناران
18. شوجران
19. سكاردو ، جيلجيت بالتستان
20. خابلو ، غانشي

## أنظر أيضاً
- شركة السند للتنمية السياحية
- فنادق ومنتجعات بيرل كونتيننتال في باكستان
- السياحة في باكستان